# Parafia Bożego Ciała w Kroszynie
Parafia Bożego Ciała w Kroszynie – rzymskokatolicka parafia znajdująca się w diecezji pińskiej, w dekanacie lachowickim, na Białorusi.

## Historia
Pierwszy kościół powstał w 1442. Podczas I wojny światowej świątynia została zniszczona. Po wojnie wybudowano nowy kościół.